# Tynomma sedecimum
Tynomma sedecimum är en mångfotingart som beskrevs av Loomis 1937. Tynomma sedecimum ingår i släktet Tynomma och familjen Schizopetalidae. Inga underarter finns listade i Catalogue of Life.